# Georges Heuillard
Georges Heuillard (5 août 1899 à Magny-en-Vexin - 10 octobre 1952 à Neuf-Marché) est un homme politique français, qui fut maire de Neuf-Marché (Seine-Inférieure) à partir de 1934 et député à partir de 1951. Pendant la Seconde Guerre mondiale, il participa à des parachutages d’armes dans le réseau Prosper-PHYSICIAN et fut arrêté et déporté.

## Biographie
Georges Albert Heuillard naît le 5 août 1899 au domicile de ses parents (10, rue de Rouen, Magny-en-Vexin, alors en Seine-et-Oise, aujourd’hui Val-d'Oise). Son père, Alexandre Albert Heuillard, est géomètre. Sa mère, Marie Clémentine Bonal est sans profession.
Il se marie le 11 janvier 1923 à Marie Aline Georgette Chéreau. Entre 1924 et 1927, sa famille s'agrandit : Charles (né le 31 janvier 1924), Jacques (né le 14 novembre 1925), Claude (né le 1er septembre 1927). À l'époque, il est directeur de coopérative agricole. En 1934, il devient maire de Neuf-Marché. En 1937, il devient conseiller général du canton de Gournay-en-Bray.

### Seconde Guerre mondiale
Dès 1940, il s’engage activement dans la Résistance. Le 19 novembre 1942, il divorce de sa femme. En janvier 1943, il est recruté par Georges Darling dans le réseau Prosper-PHYSICIAN. Il participe alors à des parachutages d’armes, durant le premier semestre. Au début de l’été, pour échapper au démantèlement du réseau par les Allemands, il se cache dans la région parisienne. Le 9 août, des Feldgendarmes encerclent sa maison à Neuf-Marché et arrêtent sa femme et ses fils Jacques (dix-huit ans) et Claude (seize ans). Lui-même est arrêté le 17 août à Paris (café des PTT, rue Étienne-Marcel). Il est interné à Fresnes du 18 août au 29 novembre, puis transféré au camp de Royallieu (Compiègne, Stalag 122) le 30 novembre.
Le 19 janvier 1944, il est déporté en train au camp de Buchenwald (matricule 39863), puis à celui de Flossenbürg (6421), puis à Hradischko (Tchécoslovaquie).

### Libération et après-guerre
Il est libéré le 8 mai 1945 par l’armée soviétique. Alors qu’il pesait 117 kg en 1943, il n'en fait alors plus que 47. Il est soigné à Kaplitz, avant d’être rapatrié le 16 juin (Pilsen—Le Bourget). Il est nommé à l’Assemblée consultative provisoire à Paris où sa désignation est validée le 24 juillet. Au sein de cette assemblée, il est nommé membre de la Commission des finances et de la Commission de l’Alsace et de la Lorraine. Il se présente sans succès aux élections à l’Assemblée nationale constituante du 21 octobre 1945.
Il est candidat aux élections législatives du 17 juin 1951 dans la première circonscription de la Seine-Inférieure et est élu. Il est nommé membre de la Commission de la marine marchande et des pêches et de la Commission de la reconstruction et des dommages de guerre.
Le 17 janvier 1952, il vote l'investiture d'Edgar Faure.
Il décède le 10 octobre 1952, à Neuf-Marché dans le cimetière de laquelle il est inhumé

## Reconnaissance

### Décorations
- 1914-1918 :  Medaille commemorative de la bataille de Verdun
- 1939-1945 :  Médaille de la Résistance française ;
- Chevalier de la Légion d'honneur (1947). Il est fait chevalier par André Marie le 20 décembre 1947.

### Hommages
- Neuf-Marché : monument Georges Heuillard, pierre et bronze, du sculpteur Paul Landowski, inauguré le 14 novembre 1953 par Joseph Paul-Boncour.
- Rue Georges-Heuillard au Havre